# Xã Scioto, Quận Pike, Ohio
Xã Scioto (: Scioto Township) là một xã thuộc quận Pike, tiểu bang Ohio, Hoa Kỳ. Năm 2010, dân số của xã này là 1.267 người.